# Кизилжарський сільський округ (Кизилжарський район)
Кизилжа́рський сільський округ (каз. Қызылжар ауылдық округі, рос. Кызылжарский сельский округ) — адміністративна одиниця у складі Кизилжарського району Північноказахстанської області Казахстану. Адміністративний центр — село Байтерек.
Населення — 3097 осіб (2021; 1931 у 2009, 2205 у 1999, 2215 у 1989).
Станом на 1989 рік існувала Бішкульська сільська рада (села Бішкуль, Елітне, Івановка, Карлуга, Підгорне, Приішимка, Трудова Нива, Чапаєво). Пізніше усі населені пункти, окрім села Бесколь (колишнє Бішкуль) утворили окремий Кизилжарський сільський округ.

## Склад
До складу округу входять такі населені пункти:
| Населений пункт    | Старі назви | Населення, осіб (1989) | Населення, осіб (1999) | Населення, осіб (2009) | Населення, осіб (2021) |
| ------------------ | ----------- | ---------------------- | ---------------------- | ---------------------- | ---------------------- |
| Байтерек, село     | Елітне      | 444                    | 404                    | 409                    | 1666                   |
| Івановка, село     | -           | 6                      | -                      | -                      | -                      |
| Карлига, село      | Карлуга     | 116                    | 141                    | 143                    | 110                    |
| Підгорне, село     | -           | 576                    | 521                    | 472                    | 506                    |
| Приішимка, село    | -           | 477                    | 545                    | 469                    | 376                    |
| Трудова Нива, село | -           | 188                    | 165                    | 72                     | 65                     |
| Чапаєво, село      | Батраки     | 408                    | 429                    | 366                    | 374                    |